# Farmacopee

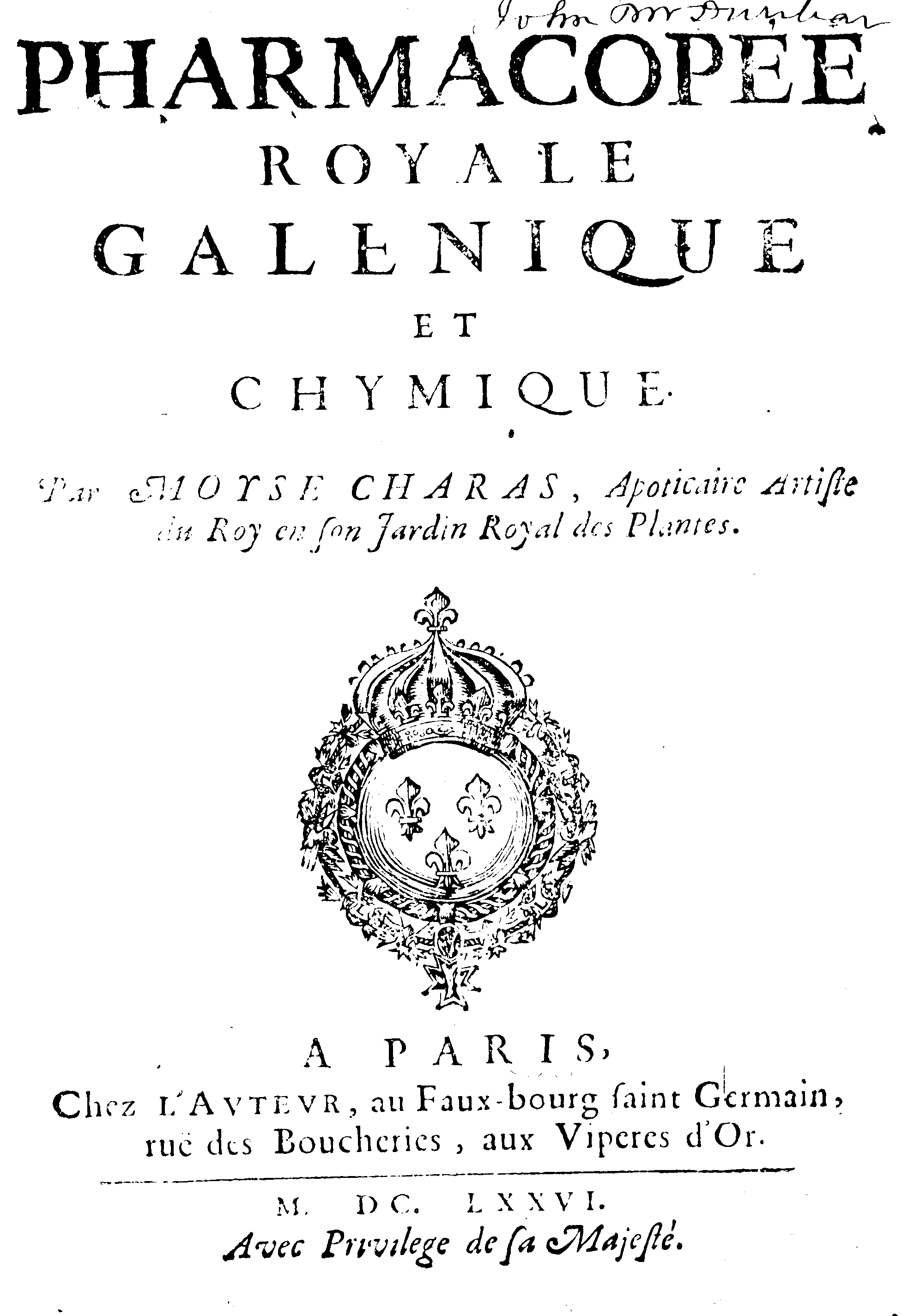
Farmacopee.

Een farmacopee (van de oorspronkelijke naam 'φαρμακοποιία' / 'pharmacopœia', Grieks voor 'medicijnfabricage'), verouderde term: artsenijboek is een officieel handboek met voorschriften voor de samenstelling van geneesmiddelen voor menselijk en veterinair gebruik.
In de farmacopee, een handboek waarvan de samenstelling berust bij een van staatswege benoemde commissie, zijn de standaardeisen geformuleerd waaraan farmaca en de daaruit bereide preparaten moeten voldoen.

## België
De eerste Belgische farmacopee verscheen in 1823 en was samengesteld door Toussaint-Dieudonnée Sauveur (1766-1838, eerste rector van de universiteit van Luik), Pieter Engelbert Wauters, Jan-Bernard Vandenzande en Jean-Baptiste Van Mons.

## Nederland
In Nederland is de Europese Farmacopee rechtsgeldig, er wordt geen Nederlandse Farmacopee meer uitgegeven.
Binnen Nederland geldt dat geneesmiddelen moeten voldoen aan de eisen van de geldende farmacopee. Omdat regelmatig wijzigingen worden aangebracht, moeten fabrikanten steeds controleren of de stof of het preparaat dat zij op de markt brengen nog wel aan de huidige eisen voldoet. Als een stof niet beschreven is in de Europese Farmacopee, moet gekeken worden of de stof wel in een andere farmacopee beschreven staat. Als dat zo is, is die eis rechtsgeldig. Buiten de Europese en de Britse farmacopee wordt in Nederland veel naar de Amerikaanse Farmacopee en de Japanse Farmacopee gekeken.

## Europa
Er is in 17 maart 1948 in Europees verband besloten dat er een Europese Farmacopee moest komen. De eerste Europese Farmacopee werd in 1967 gepubliceerd. De Raad van Europa, specifieker het European Directorate for the Quality of Medicines and Healthcare (EDQM), geeft de Europese Farmacopee uit. De elfde editie werd gepubliceerd in juli 2022 en is geldig vanaf 1 januari 2023. Tussendoor worden regelmatig supplementen gepubliceerd.
De Europese Farmacopee heeft een wettelijk karakter binnen de hele Europese Unie, maar ook bij tal van landen daarbuiten. Alle Europese landen waren in 2023 lid, met uitzondering van Kosovo, enkele dwergstaatjes, Belarus en Rusland. Daarnaast zijn er nog enkele tientallen landen wereldwijd aangesloten als 'waarnemer'.
De Europese Farmacopee wordt in het Engels en Frans gepubliceerd. Er zijn ook officiële vertalingen in het Duits en Spaans beschikbaar. 
In de Europese Farmacopee staat per stof of farmacon beschreven hoe de stof eruitziet, wat de eigenschappen van deze stof en zijn en aan welke kwaliteitseisen (gehalte, onzuiverheden) deze moet voldoen. Er is geen bereidingswijze gegeven: elke manier die leidt tot een preparaat dat voldoet aan de beschreven eisen is een goede manier.

## WHO
De Wereldgezondheidsorganisatie (WHO) geeft de International Pharmacopoeia (Ph.Int.) uit, die niet bedoeld is als vervanger voor een nationale of regionale farmacopee, maar die vooral een model verschaft voor een dergelijke farmacopee.